# 廣九鐵路
廣九鐵路（亦称九廣鐵路、廣九綫、九廣綫），是指1911年起連接廣東廣州及香港九龍的鐵路，也是第一條連接香港及中國大陸的鐵路。興建之時分為兩部份，中國大陸境內的路段稱作華段，香港境內的路段稱作英段（當時香港是英國殖民地），路軌等基建設施分兩地管理。鐵路始建於1906年，英段於1910年通車，華段則於1911年通車。來往兩地的直通車服務曾因二戰及後來中國大陸政權变更而停辦。該路段後來亦因停办分拆为华段与英段，华段在1949年10月改名为廣深鐵路至今，而英段的名称则保持至1996年因新建西部走廊鐵路定名九廣西鐵而更名爲九廣東鐵。
广九铁路是中国最早期修建的铁路之一，但现时中国大陆及香港皆鲜有将广九铁路作为整条铁路线的概念。在华段以及英段分拆之后，廣州至深圳之间的铁路称作廣深鐵路，而香港境内段则经历数次变迁，现为港鐵的東鐵綫。隨著中國實行改革開放，1979年4月广九直通车复办起仍经此路綫来往广州和香港两地。

## 策劃建造

### 背景

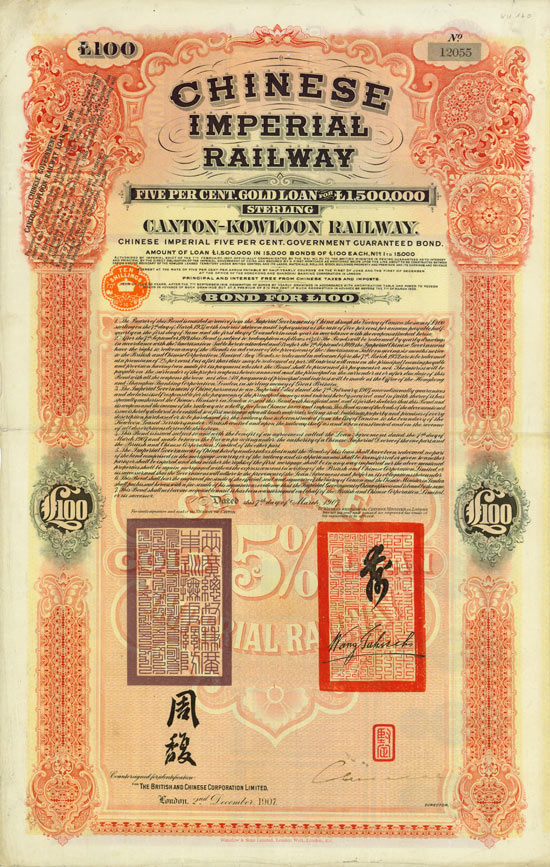
中英银公司为建造广九铁路华段筹集资金，于1907年发行面额100英镑的债劵。

英国于1842年获得香港岛后就宣布香港为自由港，着手逐步将香港建立为东方的自由贸易枢纽。1850年至1851年期间由洪秀全等人发起的太平天国反清运动，大量华南商人进入香港避乱，导致香港人口急速增长；与此同时，香港也开始成为亚洲的重要货物转口港。在这样的环境条件下，粤、港两地的人口、货物运输越趋频繁。
清光緒十六年（1890年）末，時任广东候补知府易学灏奏请两广总督李瀚章，拟以凑集商股方式，修建省城广州至香港九龙半島的铁路，加强两地的交通联系。易学灏建议，铁路从广州的黄埔出发，经东莞太平镇至九龙半岛的深水埔（深水埗）。当时的深水埗正正位于边界以北，仍属寳安县管辖，因北京条约的签订而成为一个边界小镇和渔村，其地位日益重要；而英国的野心仍然在膨胀，在签订北京条约后不久就擅自将深水埗纳入自己的势力范围，图谋占领整个九龙半岛。一直对铁路持开明态度、主张兴建铁路的李瀚章，对易学灏的建议亦表同意，并于1890年10月写就《在籍知府易學灝請由省河至深水埔試辦鐵路似可准行請核復飭遵由》上报朝廷请求批准，惟清廷因当时因正在筹建卢汉铁路和东三省铁路（关东铁路），负担甚重，且粤汉铁路尚未形成，“省河至深水埔”的铁路计划未被批准。
中日甲午战争后，为了经济和政治利益的原因，列强在中国夺取铁路权益的竞争更趋激烈，逼使清政府给予特许权，让他们的公司可以在中国融资、建造和营运铁路。光绪二十四年（1898年）6月，清政府与英国签订《展拓香港界址专条》，其中就有“将来中国建造铁路至九龙英国管辖之界，临时商办”的规定。同年8月，英国成功迫使清政府给予承办包括广九铁路在内等五条铁路的建筑承办权。根據香港政府與當時清政府達成的協議，廣九鐵路專營權歸英方所有，而鐵路按地域分成中英兩段，分別由中、英兩國政府負責興建。尽管清廷内部存在异议，但迫于英国的压力，清政府仍命铁路督办大臣盛宣怀与代表中英银公司的英商怡和洋行，于1899年3月28日签订了《广九铁路草合同》，并议定此路由广东省的省城广州至英国殖民地香港九龙，将来与粤汉铁路连接。此草合同规定，一切比照《沪宁铁路草合同》办理。《草合同》签署后，中英银公司于1899年对铁路走线进行了初步勘测，但后来因英国需要应付南非的第二次波耳戰爭，无暇顾及广九铁路，同时中英银公司也出现财政困难，而将此事暂时搁置。
南非殖民战争结束后，英国多次派特使和中英银公司为代表，催请清廷就修筑广九铁路一事援约议订正式合同。至光绪三十三年（1907年），清廷外务部右侍郎唐绍仪与中英银公司正式在北京签订《广九铁路借款合同》。合同共20条，订明英国贷款150万英镑给清政府修建华界之内的铁路（華段），由中英银公司代政府发售债券支付，贷款折扣94%，年息5%，还款期限30年，以本路财产及未来营业收入为担保抵押；并且还规定“中国将来不另建一路，以夺本路利益”；同时，为酬谢中英银公司“造路时出力”，给予酬金3.5万英镑。经中、英双方商定，广九铁路以罗湖桥中孔第二节为界，分为华、英两段。

### 興建

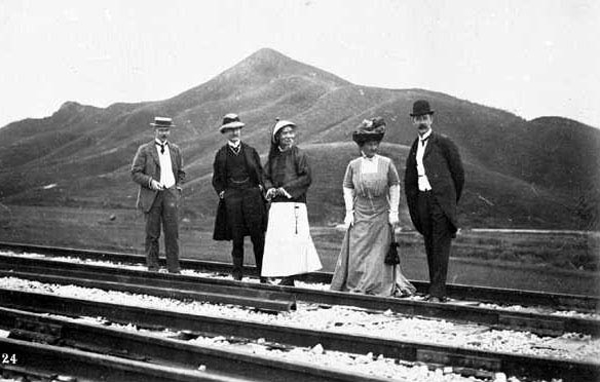
1910年，署理香港總督梅含理及其夫人視察剛通車的九廣鐵路──英段

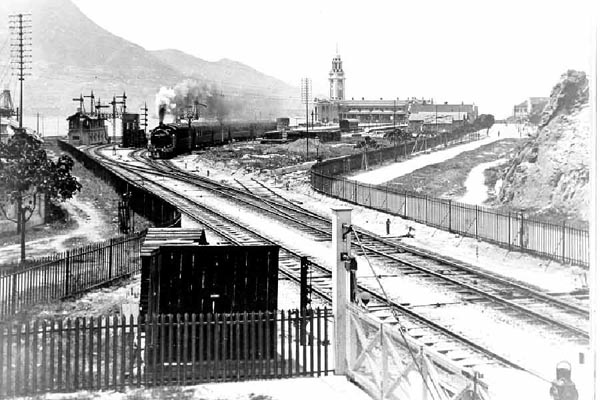
1920年代九廣鐵路的尖沙咀九龍總站。

1905年9月，香港立法局通過興建九廣鐵路後，香港政府便開始研究定線，並派出英國工程人員負責鐵路測量工作。當時九廣鐵路──英段有2個方案。第一個方案是由尖沙咀直接向北，穿越筆架山，然後沿沙田海及吐露港海岸到達邊境。這個方案的好處是能夠經過當時新界的行政中心大埔，但缺點是需要開鑿長達2.4公里的筆架山隧道。另一個方案是由尖沙咀向西北沿海岸而行，經過荃灣及青山灣海岸，再北上屯門及元朗到達邊境（方案類似計劃中的屯荃鐵路）。這個方案的優點是只須開鑿數條較短的隧道，技術上較首方案簡單得多，可是這個定線所經之處比較荒蕪，而且路程也較首方案長。最終，香港政府最後接納第一個方案。1906年，全長35.4公里的英段開始動工。英段興建初期使用了轨距為610毫米的路軌，但工程中途便全面改用軌距為1435毫米的標準路軌。工程需要興建不少橋樑和基堤，以及5條隧道，當中包括最長的煙墩山隧道。這條隧道是當時亚洲規模最龐大的工程，花了3年時間才完工。由於當時施工環境惡劣，工程期間有超過50名工人死於隧道內。
1910年10月1日，全长35.78公里（约22英里）、耗資130萬英镑的英段正式通车，成為香港首條重型鐵路，最初屬於單線系統，火車由蒸汽機車牽引，而部份列車兼俱備客貨兩用車卡，頭段載客，尾段載貨。啟用儀式原本由兩廣總督和香港總督在羅湖主持，但由於中方最後決定派出次一級的官員，英方最後也只派出香港輔政司主持啟用儀式。當時英段屬單線系統，火車由蒸汽机车拖動，車站則包括臨時九龍總站、紅磡站（臨時） 、油蔴地站、沙田站、大埔站（其後改稱大埔滘站）、大埔墟旗站（臨時）、粉嶺站及羅湖站（臨時）。同年11月11日大埔墟旗站改為正式車站。另一方面，由於位於尖沙咀的九龍總站尚未完工，所以在1913年之前，臨時總站設於梳士巴利道臨近海傍尾段（即位於現今尖沙咀巴士總站與星光行之間）。

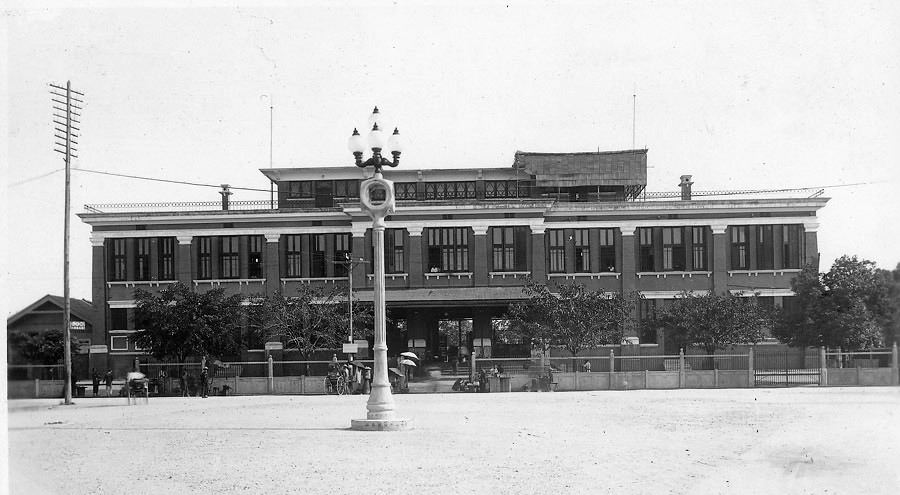
1924年的大沙頭火車站。

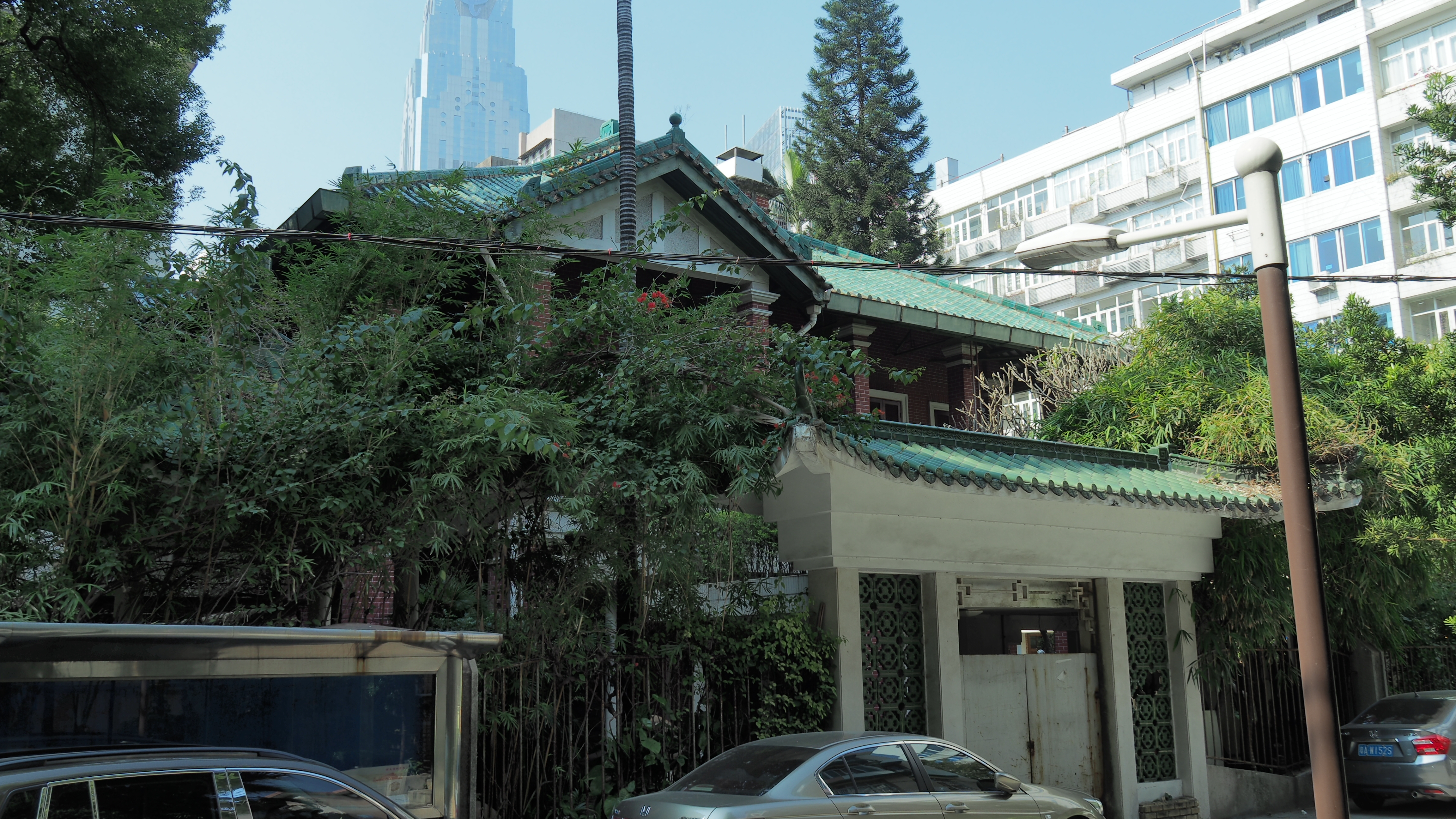
20世紀初廣九鐵路曾在東山建造外籍工程師俱樂部，現存一棟位於中山一路小東園內，為廣州市歷史建築

而全長143.2公里的華段亦於1907年展開建築工程。華段由广州东郊的大沙头火车站起，经仙村、石龙，至深圳止，当时全长142.77公里（约89英里）。根據《借款合同》，华段的建造由两广总督委派华人为总办来主持，任用英国人为总工程师、总会计师。而最终时任两广总督袁樹勛于宣统二年（1910年）委派中国军舰制造专家魏瀚任广九铁路总办，而清廷仍然自聘華人铁路建筑工程师詹天佑為广九铁路的顾问。
而华段于1907年上半年完成设计，同年8月11日分三段（大沙头至仙村、仙村至石龙、石龙至深圳）同时动工。广九铁路名义上华、英两段分别由中、英双方各自修建和管理，但实际上华段的勘测、设计、施工，均由英方总揽，华段总工程司、总管帐、运输主任等职，均由中英银公司派人担任。华段分三段施工、分段通车，其中大沙头至仙村一段于1910年11月28日竣工，同年12月6日通车；仙村至石龙一段于1911年3月13日竣工，同年4月24日通车；石龙至深圳一段于1911年9月28日竣工。10月4日，在深圳举行通车礼。10月8日，广九铁路华段全线通车。不久之后，辛亥革命爆发，推翻了清朝帝制。

## 营运

### 戰前發展
| 车站         | 所在地        | 里程 （英里） |
| ------------ | ------------- | ------------- |
| 大沙头站     | 广东省 番禺縣 | 0             |
| 石牌场       | 广东省 番禺縣 | 3.63          |
| 車陂站       | 广东省 番禺縣 | 7.9           |
| 烏涌场       | 广东省 番禺縣 | 12.58         |
| 南崗站       | 广东省 番禺縣 | 17.09         |
| 新塘场       | 广东省 增城縣 | 21.67         |
| 唐美站       | 广东省 增城縣 | 23.61         |
| 雅瑶场       | 广东省 增城縣 | 25.54         |
| 仙村站       | 广东省 增城縣 | 29            |
| 石厦场       | 广东省 增城縣 | 32.25         |
| 石灘站       | 广东省 增城縣 | 34.77         |
| 石瀝滘场     | 广东省 增城縣 | 36.34         |
| 石龍站       | 广东省 東莞縣 | 40.15         |
| 西湖场       | 广东省 東莞縣 | 42.14         |
| 南社场       | 广东省 東莞縣 | 45.74         |
| 橫瀝站       | 广东省 東莞縣 | 49.74         |
| 常平木伦站   | 广东省 東莞縣 | 53.3          |
| 土塘场       | 广东省 東莞縣 | 56.2          |
| 樟木头石马站 | 广东省 東莞縣 | 61.14         |
| 林村场       | 广东省 東莞縣 | 65.8          |
| 塘头厦站     | 广东省 東莞縣 | 68.42         |
| 石鼓场       | 广东省 東莞縣 | 71.1          |
| 天堂圍站     | 广东省 寶安縣 | 73.15         |
| 平湖站       | 广东省 寶安縣 | 76.5          |
| 李朗场       | 广东省 寶安縣 | 80.62         |
| 布吉站       | 广东省 寶安縣 | 83.9          |
| 深圳站       | 广东省 寶安縣 | 88.73         |
| 粉嶺站       | 英屬香港 新界 | 92.24         |
| 大埔墟站     | 英屬香港 新界 | 96.43         |
| 大埔站       | 英屬香港 新界 | 97.7          |
| 沙田站       | 英屬香港 新界 | 103.75        |
| 油麻地站     | 英屬香港 九龍 | 108.56        |
| 红磡站       | 英屬香港 九龍 | 109.97        |
| 九龍站       | 英屬香港 九龍 | 110.97        |

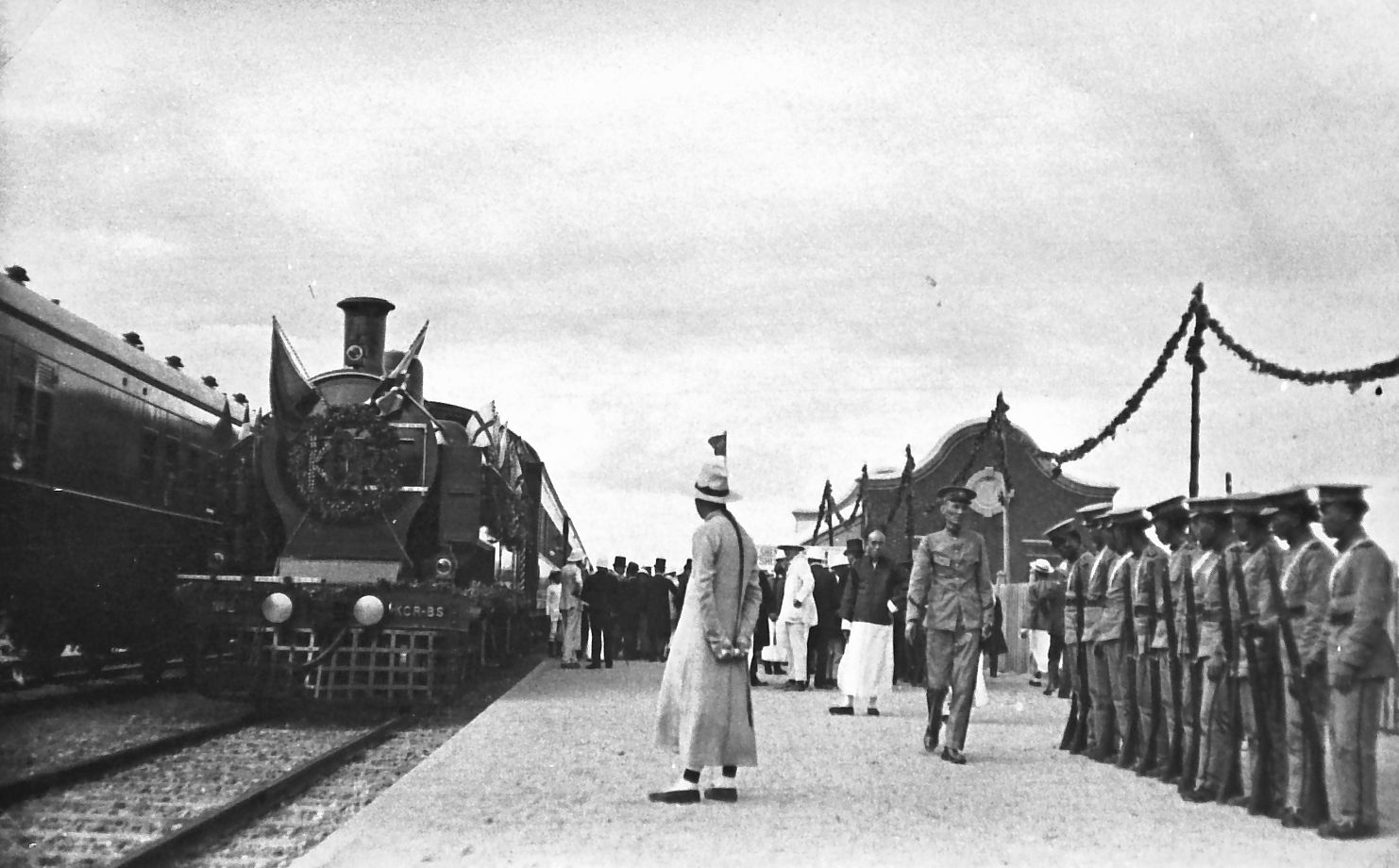
1911年10月，广九铁路华段通车，首趟列车抵达深圳

1911年10月5日，华、英两段在罗湖桥接轨，广州至九龙全线通车，并开办来往两地的直通列车服务，通車初期，每天開出兩班，行車時間約四個多小時，座位分為頭等及二等，票價分別為5.4銀元及2.7銀元。在1949年前，中華民國政府均称此铁路为「廣九鐵路」（Canton-Kowloon Railway (CKR)），而港英政府則將其稱為「九廣鐵路」（Kowloon-Canton Railway (KCR)）。鐵路綫在中國大陸的路段稱為「華段」，而在香港的路段則稱為「英段」。
广九铁路华段当时为标准轨距单线铁路，由位于廣州大沙頭火车站向东南引出，沿珠江东行，在石龙前越东江及其支流，经樟木头，到达寳安縣（今深圳市），经罗湖桥与英段线路连接。铁路最大坡度16.25‰，最小曲线半径约437米；钢轨为汉阳铁厂造，每米重42.25公斤。华段共修建78座铁路桥，其中规模较大的石厦桥、东莞桥、石龙南桥都是相当复杂的工程，耗费资金、人力巨大。华段全线设车站17座及旅客乘降所13处。大沙头站设机车车辆修理厂及机务段，深圳站设折返段；大沙头站、石龙站及深圳站有转盘及煤台；南岗站设有给水设备。

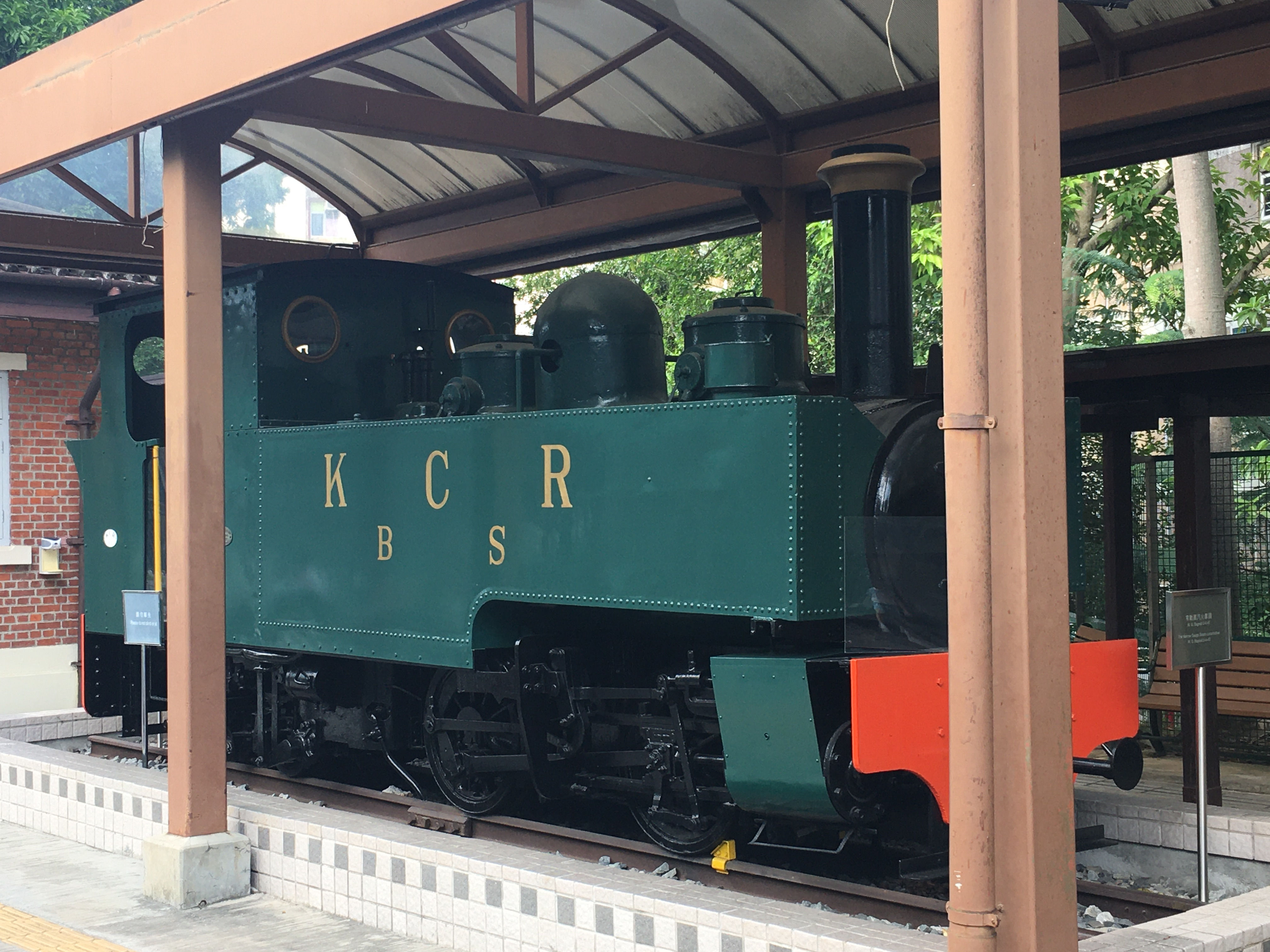
沙頭角支線蒸氣機車，存放在香港鐵路博物館。

1911年4月，香港政府接納大埔理民府建議，修築一條由粉嶺通往沙頭角的支線，名為粉嶺支線，或俗稱沙頭角支線，是一條610毫米窄軌距鐵路。興建工程所使用的物資，主要是將之前興建九廣鐵路英段時的窄軌距工程路軌及車輛，再行使用。1912年4月1日，沙頭角支線正式落成通車。支線全線單軌行車，全長11.67公里，設有5個車站，客貨運兩用。1913年，為方便使用上水高爾夫球場的乘客，九廣鐵路在上水增設停車點。同年直通車進行提速，來往九龍及廣州的時間縮短至3小時40分鐘。1914年4月列車開始使用九龍總站月台，整個車站亦於1916年3月28日全面啟用。

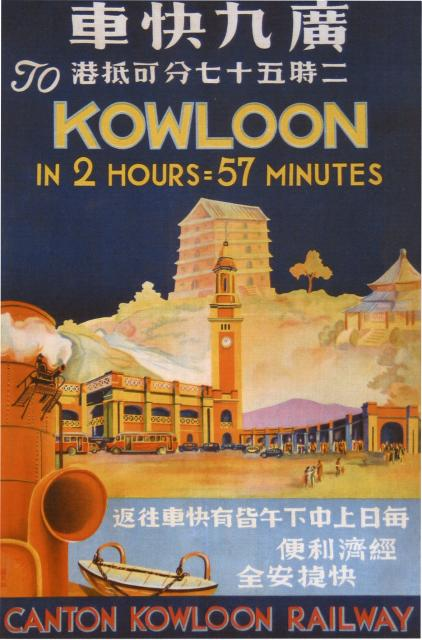
1935年的廣九鐵路海報。

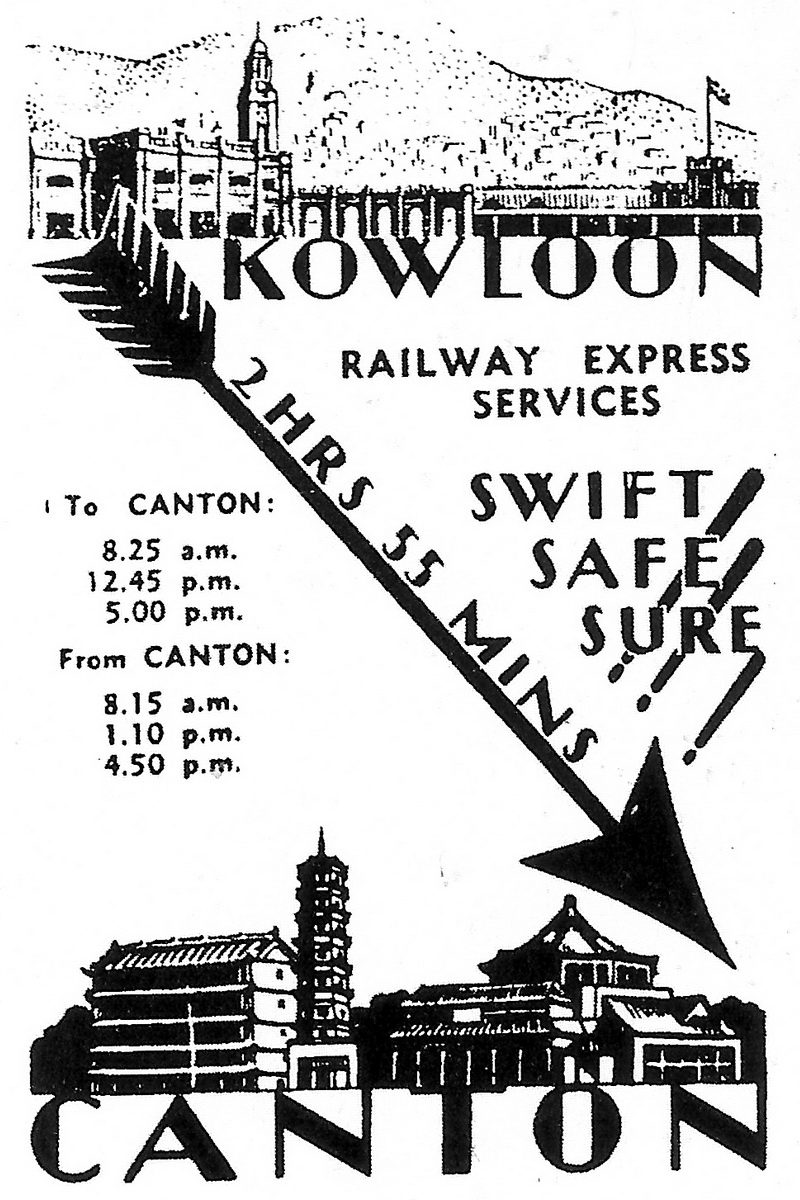
鐵路海報，圖中可見九龍車站尖沙咀鐘樓及廣州地標鎮海樓、六榕寺花塔及中山紀念堂。

《廣九季刊》二十五年第四期。左邊火車頭左前方可隱約見到「CKR」字樣。

民国元年（1912年），华、英两段订立联轨营业合同，所有广州至九龙直通客货车辆配比，华、英配备数量按线路长度比例为四比一，客货列车在深圳交接机车，车厢全线直通。广九铁路开通初期，每天上午9点各有一趟“慢车”分别从广州和九龙对开，下午4时许到达，全程需7个多小时，被老百姓戏称为“火龙船”；同时也偶有“特别快车”，约3小时就可到达。同年，中华民国临时政府交通部派商办广东粤汉铁路总公司总理詹天佑对华段进行验收，但因台风暴雨冲毁部分路基桥梁，未能完成验收程序。延至民国2年（1913年），另派交通部技正罗国瑞验收。
自1912年以来，广九铁路华段一直由广九铁路管理局进行管理。至民國17年（1928年）12月3日，新任中华民国铁道部部长孙科向国民政府提出报告，要求管理统一，各路车辆互调受铁道部直接掌管，不准任何方干涉。1929年1月24日，国民政府行政院同意该报告，准予实行。同月，铁道部将广东省政府管辖的广九、广三、粤汉三路局划归铁道部直接管辖。1930年，铁道部暂定各铁路管理局等级，广九铁路管理局定为三等局，与正太、南浔铁路管理局相同。1934年，中、英双方开始就联运合同、收入分配问题进行谈判，华段和英段的长度对比是四比一，但按照旧联运合同的收入分配原则，英段竟占65%，而华段仅占35%。为此，双方在1934年9月15日在香港签订新的联运合同，收入分配修改为华段占72%、英段占28%，并规定客、货车辆分摊辆数。
1921年，何文田增設了停車點。同年9月15日， 原紅磡站作為客車站停用，及於其後被拆卸，但該區之後發展為编组站，調度場及修車廠。1922年2月28日，因海員大罷工，港督下令鐵路停駛。1923年發生省港大罷工，令直通車服務一度中斷，至1927年才恢復正常。1928年4月1日，因為之前一年沙頭角公路落成啟用後，令乘搭鐵路的乘客大幅減少，沙頭角支線正式停辦。
1930年，中國的第一次國共內戰導致連接兩地的直通車中斷運作。1931年4月20日，一列由深圳開往九龍火車於大埔坳失事，十二死二十傷。。1935年11月16日，大圍車公廟增設試驗性停車點，但於翌年10月1日 停用。1937年8月17/18日，廣九鐵路華段接駁至粤漢鐵路，開通了九龍至漢口的運輸服務。同年，九廣鐵路經紅磡必嘉街駁通黃埔船塢 。
民国25年（1936年）4月，粤汉铁路全线通车后，英国进一步谋求将广九与粤汉两线接轨，但遭到广州市商界人士的坚决反对。至民国26年（1937年），国民政府动工建设广州黄埔港，并于1937年1月开工建设一条由粤汉铁路西联站（今棠溪站），经沙河、石牌、鱼珠至黄埔港的「黄埔港支线」；1937年7月7日，发生了卢沟桥事变，中国抗日战争全面爆发。同年8月，国民政府为获得英美两国的援助，方便援华物资送入内地，答应连通广九、粤汉两路。当时黄埔港支线尚未铺轨，故利用已建成的黄埔港支线路基修建联络线。1937年8月，黄埔港支线铺轨至石牌与广九铁路接轨，设石牌站，称为「广北联络线」，全长14公里，自此粤汉铁路和广九铁路接轨。

### 抗战时期

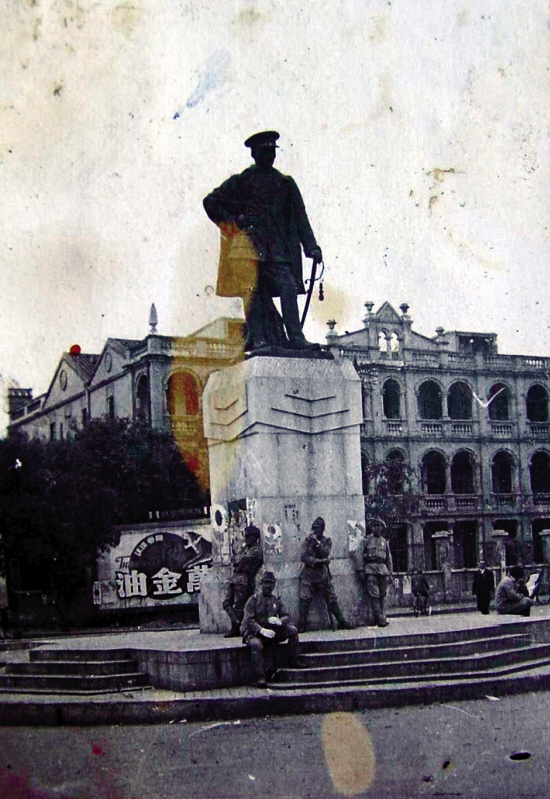
广州沦陷后，几名日军在大沙头火车站站前的邓仲元石像下拍照

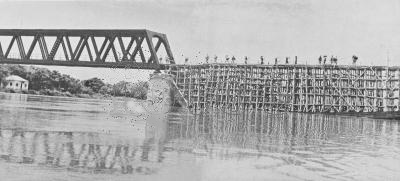
1938年末，日军士兵正在维修广九铁路石龙桥

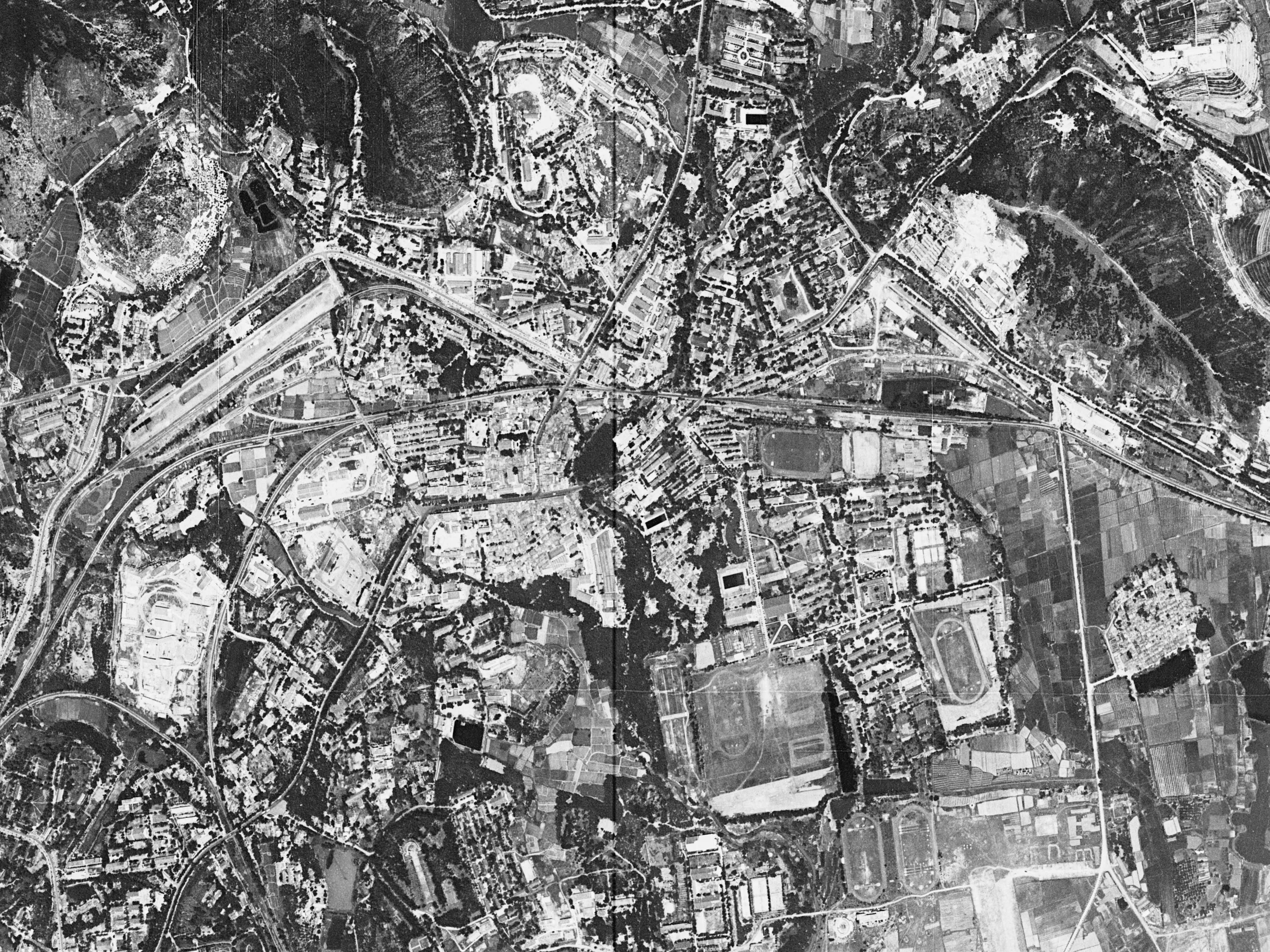
天河站（东）及广北联络线咽喉（西）卫星图（1966年）

战争很快从华北蔓延到华南地区。1937年10月，日军步步进逼，开始空袭粤汉、广九等铁路，其中跨东江的石龙南、北铁路大桥更是重点目标之一，大桥钢梁多处中弹穿孔。1938年初，日军已经逐渐取得岭南地区的制空权，空袭更见频繁，为此中国军队在广九铁路沿线以及重要的桥梁附近均布置有一定数量的地面防空火力，并多次击落来犯敌机。1938年9月至10月17日，日军为切断这条交通运输线，多次轰炸石龙站和石龙南、北铁路大桥，造成石龙北桥断裂，南桥受损，不过很快都被修复。但於1938年10月12日，因華段其中一條鐵路橋被嚴重炸毀，直通列車服務全面停頓。从1937年8月起到1938年10月，通过广九铁路和粤汉铁路联运，大批军事物资包括飞机及其零件、枪炮、弹药等，从香港源源不断输入到内地，对抗战作出了重要支援。1938年10月底，为阻挡日军南侵东莞，中国驻军奉命炸毁石龙南铁路大桥两个桥墩，广九铁路遂告中断。
1938年10月21日，广州沦陷，切断了广九和粤汉两路的聯繫，華段亦停止運作。1938年11月，广九铁路华段全线被日军占领。同時天河机场（现址为天河体育中心）也被占领，成为日军的空军基地。为了满足战争需要，日军于民国29年（1940年）开始大规模扩建天河机场。由于机场占地面积扩大，工程同时拆迁了广九铁路东山至石牌间3公里线路，由东山改绕永村、沙河至石牌，在与广北联络线接轨处设天河站（今广州东站）。至此，广九铁路较原有旧线延长了3.235公里，广九铁路华段总长改为146公里。广北联络线也相应缩短为西联站至天河站的联络线，长为9.6公里。同年，日军为打通海陆联运的交通线，着手修筑黄埔港支线，但并不采用国民政府于1937年设计的石牌站出岔方案，而是自吉山站出岔另修黄埔港支线，接通黄埔港。
1941年12月8日，日本發動太平洋戰爭及入侵香港，駐港英軍在香港保衛戰期間為拖慢日軍入侵的進度，於是派皇家工兵自行破壞英段的鐵路設施，包括拆毀羅湖鐵路橋及以爆破堵塞煙墩山隧道，阻止日軍利用鐵路。同年12月25日香港淪陷，日軍立即維修英段鐵路，於1942年4月完成基本的整修，使鐵路可投入軍事運輸用途，之後復辦來往香港至廣州的直通車。由於原屬英段的列車和設備被日軍運到中國大陸應用，到1945年8月香港重光時，英段只剩下2台機車和幾節車卡可以使用。
抗日战争时期，广九铁路沿线也是重要的游击战场。国民党军队以及由中国共产党领导的东江纵队多次在广九铁路沿线伏击日军部队，并获得了不少战果。日军控制广九铁路后，力图连接粤汉、平汉、北宁铁路，构成“大陆交通线”，而游击战的目标就是破坏交通线，牵制日军行动。1940年10月下旬，国民党广东省保安第八团在广九铁路湖洞径路段伏击日軍、汪精衛政府军，俘敌30余人。1943年7月底，东江纵队第三大队袭击驻茶山的日、汪军，全歼伪军一个中队。1944年1月，东红纵队第三大队及宝安大队袭击了广九铁路常平站，歼灭汪军一个连。1943年11月，为支援在太平洋战场上的战斗，日军发动打通广九铁路的战役，向铁路沿线大局进攻，实行“扫荡”、“清乡”，占领了广九铁路中段的常平、樟木头、塘厦、天堂围、平湖等地，东江纵队奔袭茶山、横沥、常平、樟木头等车站，破坏广九铁路交通和通讯设施。
1944年1月23日，美军飞机袭击广九铁路，炸断了石龙大桥。同年年初开始，日军为了尽快修复广九铁路，在清溪、樟木头一带砍伐大量的松树用作枕木，与此同时，东江纵队也于1944年2月25日开始向广九铁路全线出击。日军在侵占砍树、修路的三个多月中，遭东江纵队连续打击，伤亡惨重，松树也无法砍伐，被迫于1944年6月7日撤回樟木头站。1944年7月，美国《美亚杂志》在《东江纵队与盟国在太平洋的战略》一文中说：广九铁路在抗日游击队袭扰下，“日军虽已控制了铁路两头两年多，但他们还不能使一列火车畅行全线”。1944年8月29日起，日军700人、汪军2300人对广九铁路沿线进行又一次“扫荡”。到9月3日，东江纵队与日（汪）军进行战斗10次，歼敌240余人。至1945年，为配合八路军、新四军春季攻势作战，东江纵队在广九铁路东西两侧主动进攻，1月份作战10余次，毙伤俘日、汪军200余人，并使日军两列火车相撞，死9人。

### 戰後復員
抗日战争期间，广九铁路作为重要的战略目标，饱受轰炸和损害，日军占领时期，日军对因战争破坏的桥梁和线路进行了临时性修复，勉强继续维持断续区段行车，但日军对铁路采取掠夺性使用，设备严重失修。战争结束后，修复铁路成为当务之急。1945年11月，国民政府交通部接受联合国善后救济总署在华分署从各国运输至中国的大批救济物资，其中包括大量铁路机车、车辆、钢轨、桥梁钢料、枕木、机械等，主要用于修复粤汉铁路、浙赣铁路两大干线，以及广九铁路华段、南浔铁路两线。1946年1月，交通部开始组织实施的粤汉铁路复路工程，决定先修复廣九鐵路華段，以便从香港北运联合国善后救济总署提供的钢轨、枕木、桥梁、道岔等材料。而英國重新接管香港后，英段的情况相當殘破。英軍最初負起修復鐵路的責任。當局緊急從英國訂購12輛蒸汽機車。這批機車在1946至47年抵港。各方努力使整條鐵路重新運作。文職人員亦於1946年重掌鐵路管理。
1946年3月1日起，国民政府交通部宣布全国铁路实行干线区域管理体制，广九铁路华段划归粤汉区铁路管理局。为理顺粤汉、广九两线的客货运输，国民政府于1947年建「云永联络线」，连接广九铁路永村线路所及广北联络线云麓线路所，使来自粤汉铁路方向客车能够直达大沙头火车站。自此大沙头火车站成为两线客运的终点站，并同时更名为广州东站，与广州南站（黄沙火车站）相对应。

## 分拆

### 华段更名
1949年10月1日，中华人民共和国成立，但第二次国共内战的余波仍在持续。1949年10月14日，解放军接管广州市，广九直通列车中断运行。三天后，解放军先后占领塘下、天堂围、深圳等地，广州至石龙区间恢复通车。10月18日，中国人民解放军广州军事管制委员会铁道处成立。10月23日，广州军管会交通接管委员会铁道处，宣布接管广东省境内铁路。10月26日，广九铁路广州至深圳段恢复通车，但列车不能直接开往香港。同月，广九铁路华段改称广深铁路。1949年12月7日，衡阳铁路管理局广州铁路分局成立，广深铁路划归广州铁路分局管辖。至此，广九铁路作为铁路线的名称成为历史。

### 英段续行

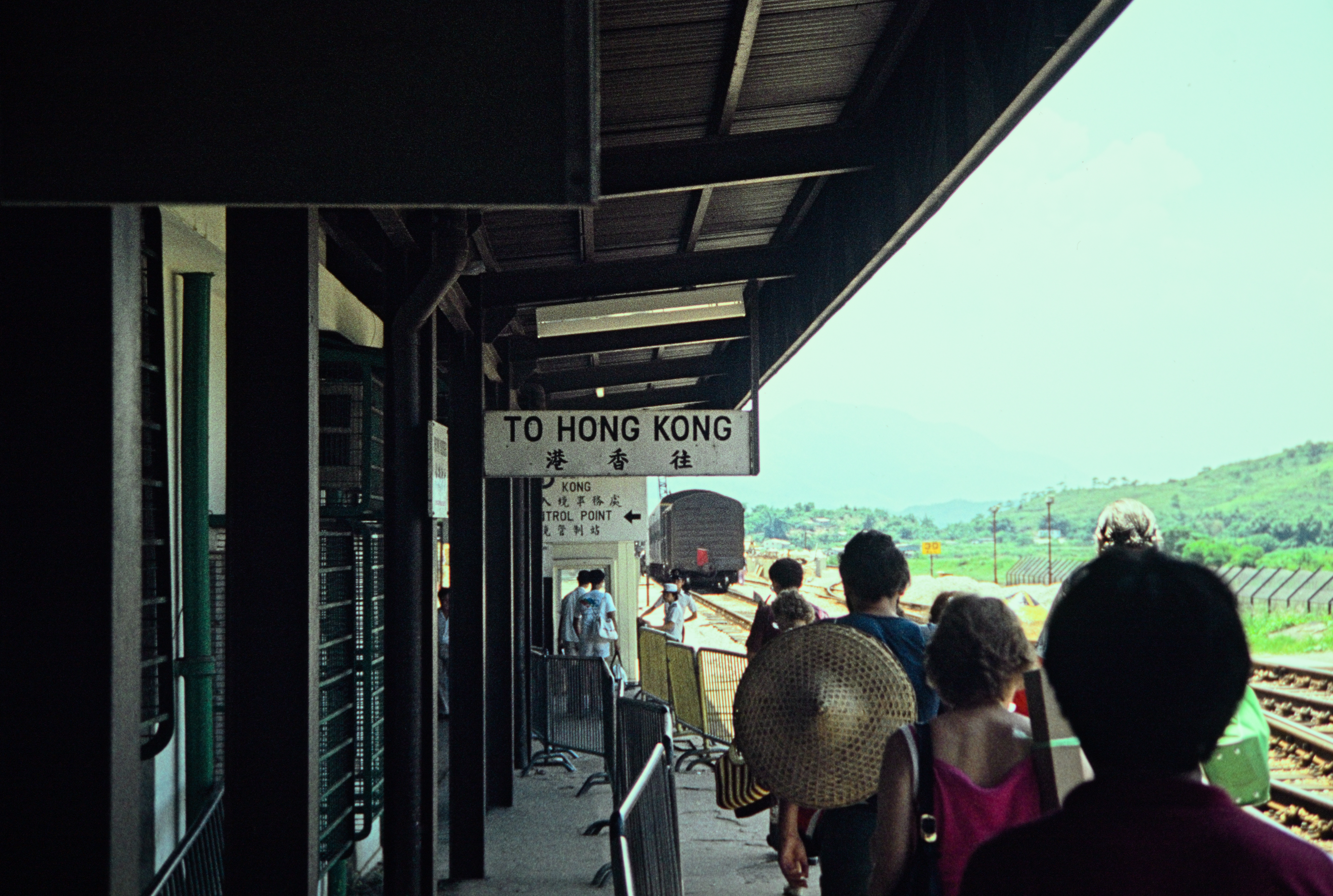
1982年的羅湖站月台

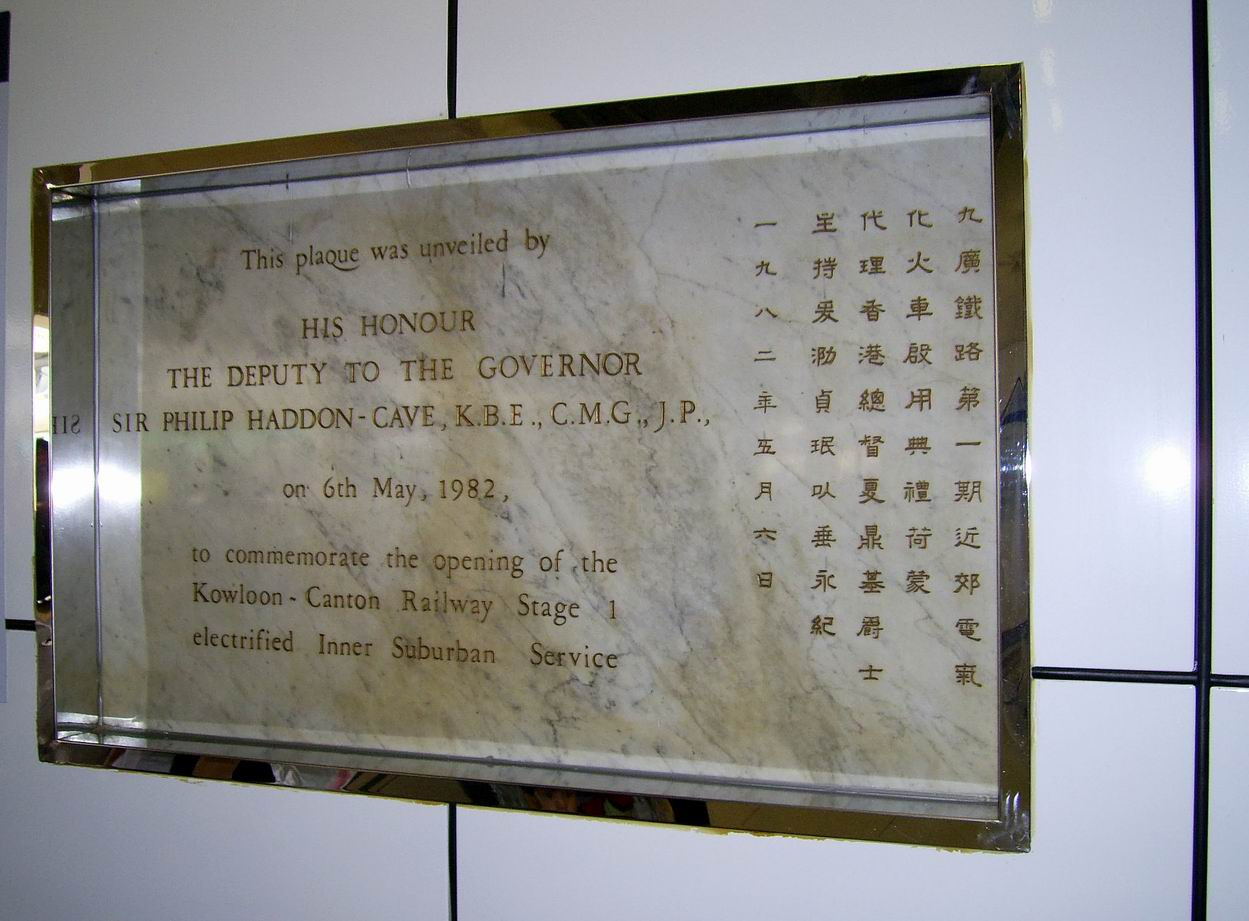
代理港督夏鼎基主持第一期近郊電氣化火車啟用典禮

而英段在解放軍接管華段以後在中英接觸點——羅湖橋南新建羅湖站為終點站，以，继续以九广铁路——英段的名称运营至1996年。
1950年7月10日，香港政府因應關閉位於新九龍的七號墳場，為使遷葬方便興建自粉嶺至和合石墳場的和合石支線，並於該年9月11日開始運作，每日將棺木從紅磡公眾殮房運送至和合石墳場。1968年底，由於靈車的競爭，該服務停止，改於每年的清明節和重陽節提供客運服務。
1956年9月24日，馬料水站落成，并於1967年1月1日改名大學站，以配合位於馬料水的香港中文大學成立。
1961年8月，燃煤發動的蒸氣火車頭由柴油火車頭取代。
1966年，大埔站改稱大埔滘站。
1969年1月1日，油蔴地站改稱旺角站。
1970年代，隨着列車速度有所提升，車程縮短，餐車的必要性下降並逐步消失。
1973年，九廣鐵路──英段展開雙軌化的工程。
1975年11月30日，九龍總站由尖沙咀海旁遷至紅磡灣，即現時的紅磡站。而尖沙咀的總站在1978年6月7日便被拆卸，只保留鐘樓（現為香港法定古蹟，亦為尖沙咀地標之一），原址興建香港文化中心，而路軌原址則興建香港藝術館、香港太空館及新世界中心。
1978年，九廣鐵路──英段開始了全線現代化及電氣化計劃，耗資35億港元。同年10月7日，馬場站啟用，以配合沙田馬場在當日開幕。
1979年4月4日，來往九龍至廣州的廣九直通車重新運作。
1981年4月26日，雙軌設計的新筆架山隧道正式啟用，取代煙墩山隧道（又稱「舊筆架山隧道」）。同年1981年10月20日，沙田站接近公路的島式月台率先啟用。
1982年5月6日，英段首階段的電氣化工程完成，九龍至沙田近郊線電氣化列車正式啟用。1983年5月2日，沙田至大埔墟段完成工程。大埔墟至羅湖段電氣化工程於同年7月15日投入服務，並由當時的香港總督尤德爵士主持通車儀式。

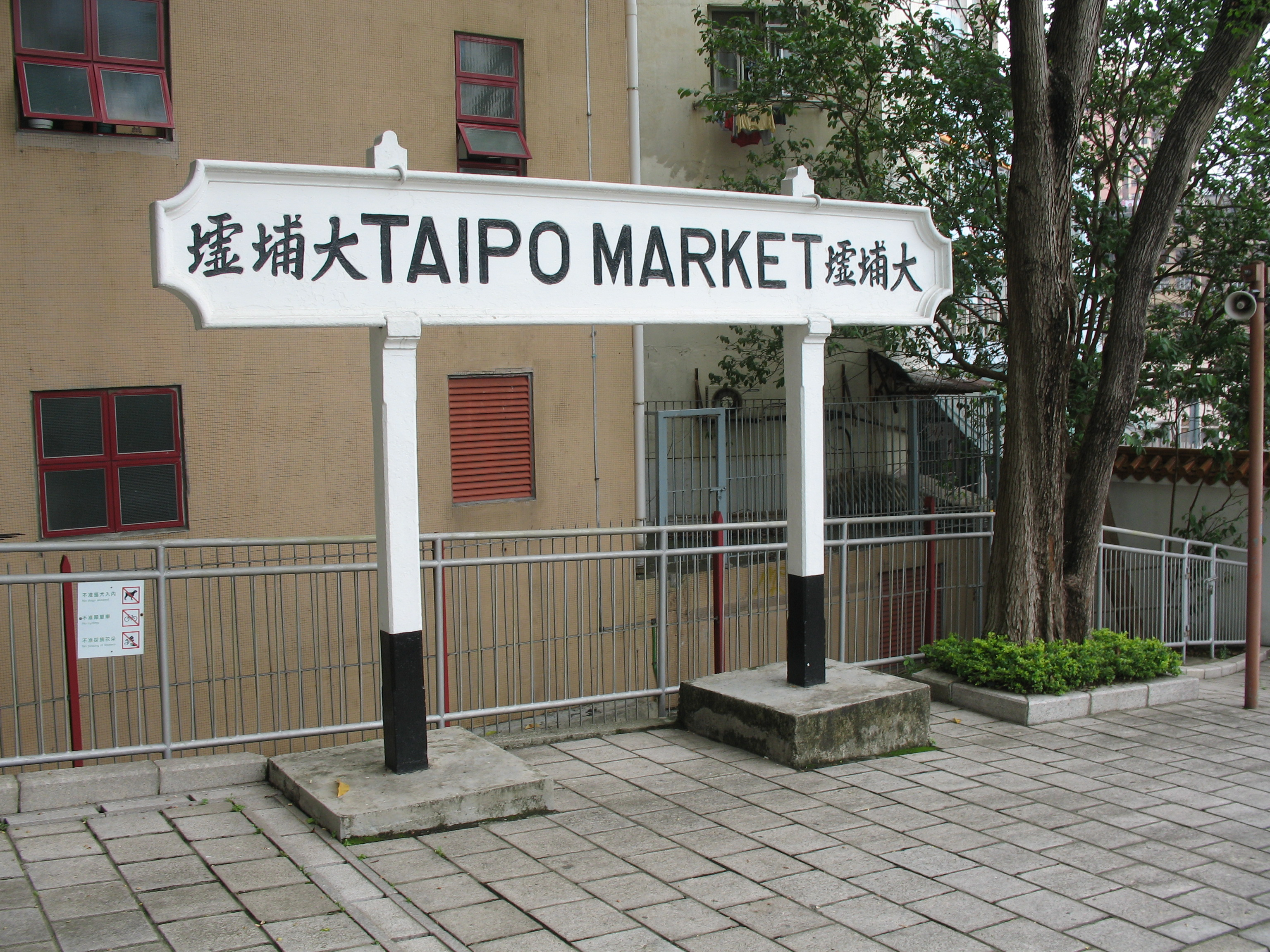
前大埔墟站

因九廣鐵路電氣化，九鐵需增建車站，取消部份車站，及將其餘車站現代化。
1980年8月16日，位於染布房街/太平道的臨時旺角站率先啟用（即今日設隔音屏障及逃生通道的旺角東站南部路軌）。
1982年，為配合5月6日第一期電氣化，重建後的旺角站，已分别提早於5月4日啟用。5月4日啟用九龍塘站，自此九廣鐵路可以與地鐵的觀塘線換乘。5月6日，新建的九龍塘火車站開始運作。11月1日，臨時羅湖火車站投入服務，原火車站展開重建。
1982年12月《九廣鐵路公司條例》通過，1983年2月1日九廣鐵路公司於正式成立，公司由香港政府全資擁有，其運作則由九鐵管理局監察，管理局的成員由香港總督（回歸後改為香港特別行政區行政長官）委任。此前，英段的管理屬香港政府部門九廣鐵路局。
1983年4月7日，另地新建的大埔墟站開通，舊大埔墟站則在1985年12月20日改建為香港鐵路博物館。新車站設有大型公共運輸交匯處，供乘客和遊客轉乘。4月10日，和合石支線停用。4月26日，重建的大學站開通。5月2日，大埔滘站停用。其後在1985-88年間拆毁。5月12日及6月1日，重建後的粉嶺站及上水站分别啟用。8月15日，臨時大圍站啟用（該臨時站俗稱「木頭站」）。1985年2月15日，火炭站啟用。同年10月1日，馬場站改善設施後重開，以配合沙田馬場新看台啟用。
1986年4月23日，永久大圍站遷往現址啟用。1987年1月15日，新羅湖站啓用。1989年5月9日，太和站啟用。

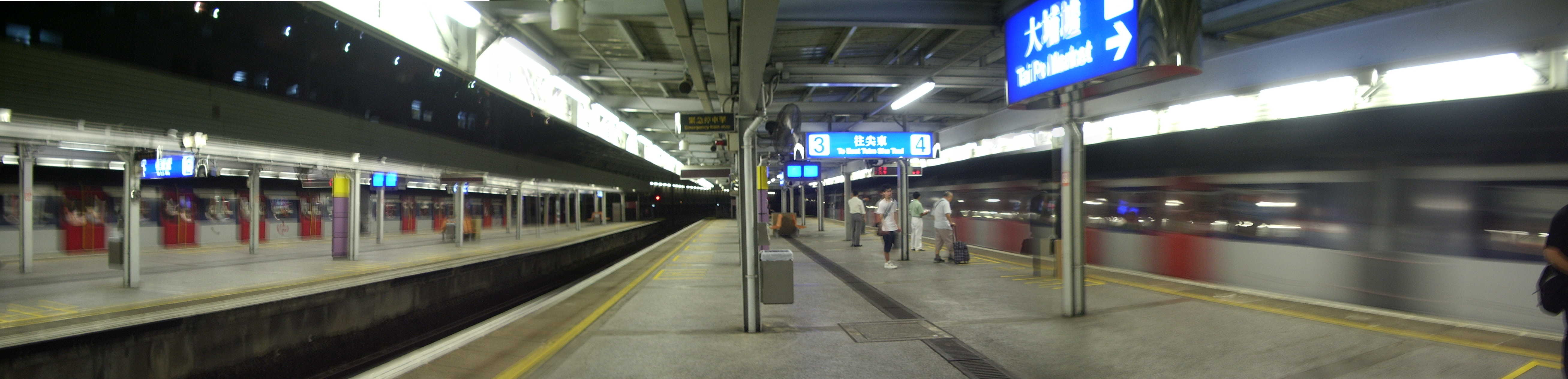
大埔墟火車站（2005年）

有鑑於1988年九廣鐵路英段白石角（大埔39區）近中文大學急彎路段發生嚴重出軌事故導致全線癱瘓，九鐵於1995年在上述路段進行改線工程，將原有路軌改為與吐露港公路平行，形成現今格局；與此同時，亦令大埔39區土地不再受鐵路阻礙，得以發展。
1996年，為配合香港興建九廣西鐵第一期，九廣鐵路公司將「九廣鐵路──英段」改名為「九廣東鐵」，「輕便鐵路」則改名為「九廣輕鐵」。九龍車站亦在這期間正式更名為紅磡車站。至此，運行了86年英段亦變更了其九廣鐵路的名稱，意味著九廣鐵路作爲鐵路綫名稱的歷史正式結束。
2007年，隨著兩鐵合併，九廣鐵路網絡亦走向歷史。但到現在，城際客運服務九廣通仍然保持“九廣鐵路”元素。

## 意外事故
自开通运营以来，广九铁路一直是连接广州和香港的重要交通线，但当时社会秩序相对混乱，营运管理也不完善，故歹徒抢劫、列车出轨等各类意外事故时有发生。

### 华段

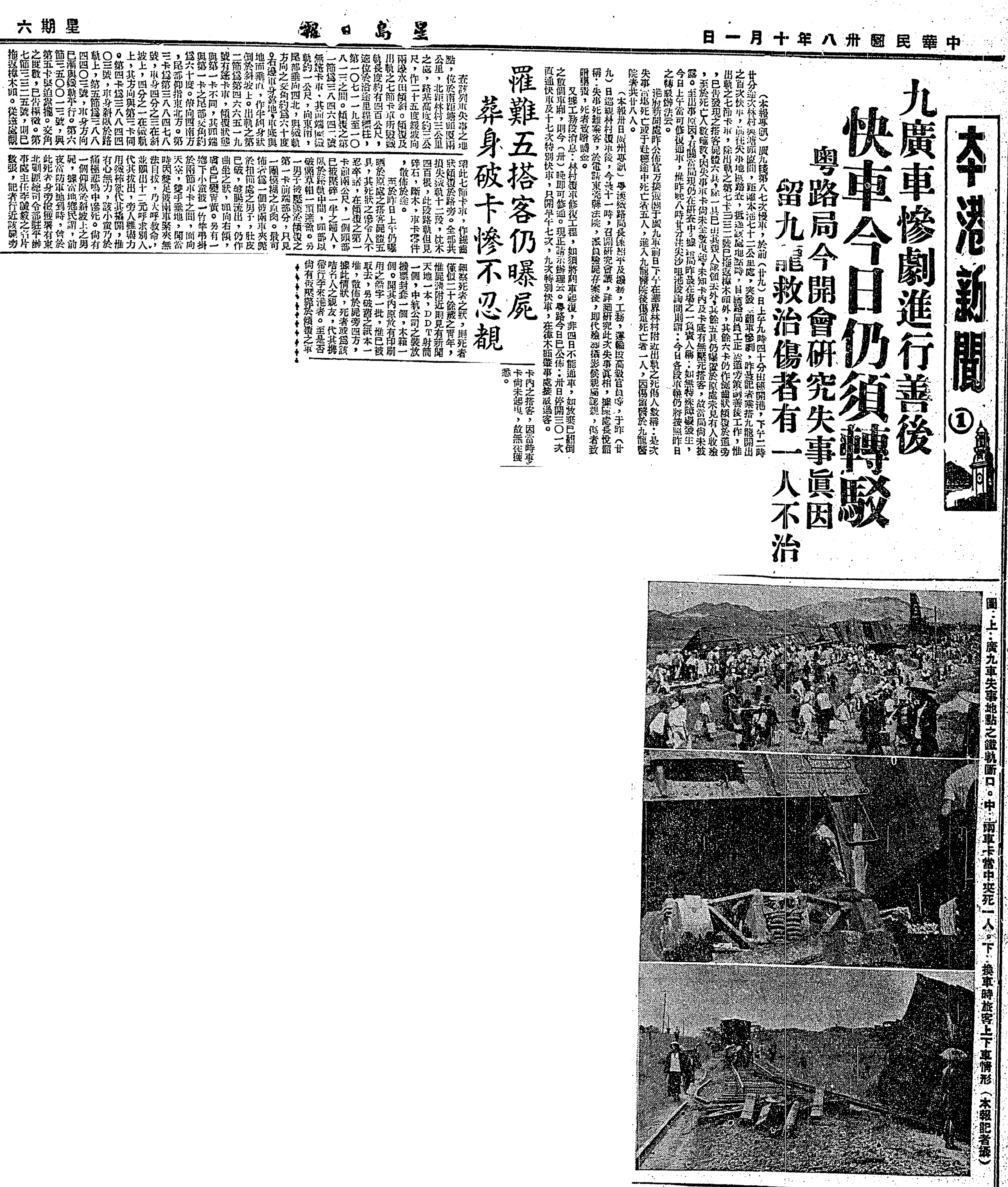
1949年9月29日，广九铁路87次列车在林村站附近脱轨颠覆，香港星岛日报对此进行了报道

- 1923年2月22日，一趟慢车从大沙头开出，运行至增城沙村时，遭土匪拦路抢劫，百多名乘客被掳。同年7月5日，广九铁路列车又在南岗北红冈炮台出坳时被土匪抢劫，掳去数十名乘客，还将车上3名警察打死[1]。
- 1937年1月16日深夜，一列广九铁路旅客列车运行至石沥滘站时发生火灾，导致旅客死亡200余人。两天之后的国民党《中央日报》以《广九路惨案真相》为题，报道了这起惨绝人寰的火灾事故，而事故原因则是旅客携带的松香玩具所致。当时路透社详细报道了事故的调查，“据初步调查，此次火灾，乃由乘客一人，偶尔不慎，将火触及松香质之玩具，顿时延及各种行李车。乘客见火，惊乱失措，纷纷逃往邻车，致因以挤倒而踏死者多人，火车驶时，风力本大，火乃借势，由窗中射出，而殃及邻车，直至延烧第三车”[57]。事后一些死难者亲属更控告铁路当局业务过失杀人及将大部分尸体秘密掩埋灭迹[58]。
- 1948年9月3日，当日天气十分恶劣，一趟开往香港的7次特别快车于下午1時55分由广州东站开出，下午5時30分当运行至李朗站、布吉站之间，在近布吉东面松原坡之斜坡上列车突然脱轨，颠覆客车7辆，包括头等车两辆、二等车两辆、三等车两辆及餐车一辆，机车沿山坡跌入水田，200多条枕木及道轨全部损坏。由于列车满载乘客，事故造成严重死伤，死者70余，伤者约百人。由于布吉接近深圳和香港，故伤员都被连夜送往九龙医院救治。事后成立“广九路覆车调查团”，调查结果认为，事故发生路段铁轨多处弯曲，轨道夾板、螺栓被拆，同时由于当日列车晚点，故超速运行，导致事故的发生[1][59]。
- 1949年9月29日，广九铁路87次客货混合慢车在林村站附近脱轨颠覆，导致数十名乘客死伤。

### 英段
- 1931年4月20日下午17時10分，受暴雨影響，一列由深圳站（今羅湖站）開往九龍的列車在駛至馬料水22號鐵路橋時，因路基被大雨沖毀，列車翻墮橋下，釀成12死20傷，至今仍為香港境內唯一導致乘客死亡（非乘客墮軌）的鐵路事故。
- 1955年11月12日下午3時，大批英軍坦克在新界演習，其中一輛駛至九龍坑附近鐵路路軌停下來，一列開往羅湖的火車煞車不及撞上坦克，火車司機及坦克車駕駛員當場死亡，另外有6人受傷。[60]
- 1984年11月25日上午8時50分，一列由紅磡駛往上水的九廣鐵路——英段列車（E45），到達上水站落客後，司機欲駛至中線路軌，以便調頭後再駛入南行月台載客。當列車在駛至路軌交匯處時，較剪位活動軌未有將列車引入中線路軌，令列車駛入第3條路軌。司機煞掣不及，撞斷一條電纜柱及撞毀止衝檔石壆，然後翻側，第1卡斷成兩截，第2卡車廂橫放壓著車頭。幸好當時乘客已經全部落車，而當時車上兩名工作人員包括司機和車長亦身在列車另一端遠離撞壆位置，因此沒有受傷。但亦因為他們都不在撞車的一端所以未能及時察覺列車入錯軌而剎停列車制止意外發生。該組車現已退役。
- 1988年6月4日下午2時許，一列南行貨運列車在大學站以北（現白石角）出軌，直到第二日10:40恢復服務。期間九廣鐵路——英段服務中斷一整日。九廣鐵路公司方面派出接駁巴士疏導乘客，但場面混亂。例如在沙田站，晚上大批乘客爭先恐後上接駁巴士，有人甚至爬窗進入。出事地點位於白石角，該段鐵路本來是一急彎，後來於1995年把這段拉直，現在部分路段是樟樹灘村附近優景里所在。
- 1991年6月18日上午8時，一列北行近大埔墟站南面的九廣鐵路——英段列車扯斷電纜，斷裂部分長達一米，服務受阻，車站出現混亂情況，九廣鐵路公司派出17部接駁巴士來往沙田站及大埔墟，受影響乘客近25萬。

## 相關歷史文化
- 香港淪陷時，英軍在山頂的何東花園，借用了何東豪宅作集結地，未幾引來日本空襲花園。英國向盟國呼救，駐韶關的余漢謀接電報，派軍南下，企圖由日軍後方進攻，沿廣九鐵路南下，到了樟木頭，因為交通阻隔，無法救援。[61]
- 有「何文田之父」稱號的梭亞雷斯曾於20世紀初，在何文田以「花園城市」的城市設計概念，以「具備足夠種植土地，又要便利居民出入，租金又不能過高」的目標建立自給自足的葡人為主的社區。有說「梭亞雷斯於是看準九廣鐵路以東的何文田地段，位置介乎今日亞皆老街與窩打老道之間，當時仍是未開發的荒野。1913 年起，梭亞雷斯花數年時間平整土地，並開始建屋工程。」[62]
- 1974時，台灣詩人余光中在位於沙田的香港中文大學任教，寫過題為〈九廣鐡路〉等新詩。余光中離世後，陶傑評為「究是余光中的『沙田時期』，靈思與吐露港接氣，情懷與九廣鐵路連枝，是余光中詩的最佳階段。」[63]

### 引用
1. 1 2 3  . 羊城晚报. 2007-08-26  [2011-05-10]. （原始内容存档于2009-04-17）.
2. ↑  . 文汇报. 2006-04-07  [2011-05-10]. （原始内容存档于2020-11-07）.
3. ↑  孙庆、沙辰. . 北京: 社会科学文献出版社. 1999. ISBN 7801493427.
4. ↑  . 數位典藏與數位學習國家型科技計畫.   [2011-05-27].
5. 1 2 3 4 5 6  中国铁路史编辑研究中心. . 北京: 中国铁道出版社. 1996. ISBN 7-113-02359-2.
6. ↑  . *CUP. 2019-02-17  [2022-08-07]. （原始内容存档于2022-09-13） （美国英语）.
7. 1 2 3 4 5  广州铁路（集团）公司史志编委会. . 北京: 中国铁道出版社. 2002. ISBN 7-113-03637-6.
8. ↑  見Kowloon -Canton Railway (British Section) Annual Report for 1910, p. R3
9. ↑  見Kowloon-Canton Railway (British Section) Annual Report for 1910, p. R3 及1910年憲報刊登的火車時間表（no. S 205及1910年11月11日的 no. S 260）均記載紅磡站。根據一張1924年地圖所示，該站應位於理工大學鍾士元樓A座及香港歷史博物館之間。
10. ↑   見Kowloon -Canton Railway Annual Report for 1910, p. R3：“At Lo Wu, a temporary station was built to serve until the Chinese Section is open for traffic, when all trains will run to the Junction Station at Sam Chun on the Frontier.”
11. ↑  1910年11月11日憲報刊登的火車時間表（no. S 260）首次記載大埔墟站
12. ↑  . 南方都市报. 2007-12-16  [2011-05-10]. （原始内容存档于2011-06-07）.
13. ↑  . 神州日報 (上海). 1911-10-10. 粵函（陰曆八月）十三日，廣九鐵路行通車禮，張督因病不到，派交涉司李清芬代表蒞會。是日共派兵警數千名，皆長鎗露刃，沿途保護，凡華人來賓，必數次騐券，乃許入站。省車由大沙頭開行，港車由九龍開行，同到深圳會場行禮。粵督代表李清芬、港督代表白布政司，同作主席，彼此互致祝詞，隨由華路總辦趙慶華、郵部參議龍建章及英段總工程師兼總辦林塞等先後演說……
14. ↑  . 九廣鐵路公司.   [2024-07-09]. （原始内容存档于2024-05-17）.
15. ↑  广九路局车务处 (编).  (PDF). 1916-11  [2024-07-09].
16. ↑  陳志華， 李健信. . 香港: 中華書局. 2022: 40  [2023-08-08]. ISBN 9789888808243. （原始内容存档于2022-12-15）.
17. ↑  Kowloon-Canton Railway Annual Report for 1913中原文為“Fanling Branch Line”
18. ↑  見Kowloon -Canton Railway Annual Report for 1914
19. ↑  見Kowloon -Canton Railway Annual Report for 1916
20. 1 2 3  . 广东省人民政府地方志办公室.   [2011-05-10]. （原始内容存档于2012-12-03）.
21. ↑  見Kowloon -Canton Railway Annual Report for 1921,  第S2頁, 19段
22. ↑  停用日期推斷自Hong Kong Daily Press 1921年9月15日及16日的火車時間表：前者標示紅磡站，後者則没有。
23. ↑  香港華字日報, 1931-04-21 第6頁
24. ↑   見Kowloon -Canton Railway Annual Report for 1935, 第59段
25. ↑  見Kowloon -Canton Railway Annual Report for 1936,  第41段
26. ↑  Kowloon -Canton Railway Annual Report for 1937,第S6頁, 11-13段 ，其中提及，為分辨九龍至廣州的直通服務（原文為「through」 traffic），九龍至漢口的服務稱為運輸服務（原文為「transit」 traffic）
27. ↑  Kowloon -Canton Railway Annual Report for 1937
28. ↑  . 增城全景游.   [2011-05-20].[永久]
29. 1 2 3 4 5  . 中共东莞市委党史研究室.   [2011-05-20]. （原始内容存档于2016-03-04）.
30. ↑  . 中国经济网. 2005-08-15  [2011-05-20]. （原始内容存档于2016-03-04）.
31. ↑  . 中共东莞市委党史研究室.   [2011-05-20]. （原始内容存档于2020-11-07）.
32. ↑  王致中. . 北京: 經濟科學出版社. 2003: 275. ISBN 7505837591.
33. ↑  . 广东革命历史博物馆.   [2010-12-30]. （原始内容存档于2012-08-03）.
34. ↑  廣州交通郵電志編纂委員會. . 广州: 廣東人民出版社. 1993. ISBN 7-218-01141-1.
35. ↑  . 香港地方.   [2020-09-08]. （原始内容存档于2020-01-12）.
36. ↑  鄺智文; 蔡耀倫. . 香港: 天地圖書. 2013-09: 174. ISBN 9789888254347.
37. ↑  . 人民铁道报. 2007-09-11  [2011-05-20]. （原始内容存档于2013-04-24）.
38. ↑  見1950年7月10日香港工商日報
39. ↑  見1950年9月12日香港工商日報
40. ↑  見1983年4月17日香港工商日報
41. ↑  見1956年9月15日大公報
42. ↑  見1966年12月11日大公報
43. 1 2  YouTube上的The TV programme of KCR (根踪香港)
44. ↑  大埔滘站的名稱在1967年的華僑年鑑的火車時間表中首次出現，準確日期待考証。
45. ↑  見1969年1月1日香港工商日報
46. ↑  見1978年6月8日香港工商日報
47. ↑  見1978年10月8日香港工商日報及大公報
48. ↑  見1980年6月29日香港工商日報及1980年8月13日華僑日報
49. ↑  見1982年4月30日香港工商日報及華僑日報
50. ↑  2007年12月2日合併後，旺角站改名旺角東站。
51. 1 2  見1982年5月5日大公報
52. ↑  見1983年3月31日香港工商日報
53. ↑  見1983年4月11日香港工商日報
54. 1 2  見1983年4月27日香港工商日報
55. ↑  見1983年5月28日香港工商日報
56. ↑  KCRC 1985 Annual Report
57. ↑  . 现代快报. 2011-01-17  [2011-05-27]. （原始内容存档于2020-11-04）.
58. ↑  . 广州文史.   [2011-05-27]. （原始内容存档于2019-06-05）.
59. ↑  . 香港: 香港華僑日報. 1949.
60. ↑  （繁體中文）. 大公報第四版. 1955年11月13日.
61. ↑  . *CUP. 2021-12-15  [2022-08-07] （美国英语）.
62. ↑  . *CUP. 2022-06-29  [2022-08-07]. （原始内容存档于2022-08-27） （美国英语）.
63. ↑  . *CUP. 2017-12-14  [2022-08-07]. （原始内容存档于2021-10-18） （美国英语）.

### 书籍
- 《Moving Millions: The Commercial Success and Political Controversies of Hong Kong's Railways》Rikkie Yeung 2008 Hong Kong University Press ISBN 978-962-209-882-0
- 《Managing Railway Operations and Maintenance: Best Practice from KCRC》Robin Hirsch 2007 University of Birmingham Press and A&N Harris ISBN 978-0-9529997-2-0
- 《百載鐵道情》九廣鐵路 2006 九廣鐵路公司出版 ISBN 988-99604-0-0
- 《百載流芳 情繫香江》 Peter Moss 2007 九廣鐵路公司出版

### 网上资料
- 九廣鐵路資料，香港鐵路資訊中心，2006年2月7日
- 《100鐵路百年》，九廣鐵路公司與香港鐵路有限公司出版，2010年。